# Itero de la Vega
Itero de la Vega és un municipi de la província de Palència, a la comunitat autònoma de Castella i Lleó. El 2023 tenia 145 habitants.